# 潛行者
《潛行者》（俄語：Сталкер）是一部1979年的藝術科幻電影，由安德烈·塔可夫斯基所導演，劇本由斯特魯加茨基兄弟改寫自他們的小說《路邊野餐》（1972）。片中結合了科幻元素與哲學、心理學的戲劇性題材。
本片敘述一位被稱為「潛行者」的人物，帶領一位期望找尋靈感的作家和一位追求科學發現的教授，一同前往神秘的「禁區」，據傳「禁區」內存在一個能夠實現人內心慾望的房間。在穿越令人不安的、佈滿當代社會殘破遺跡的區域時，三人進行了多方面的爭辯。

## 故事概要
在遙遠的未來裡，主角在某個未知的地點以專門帶領他人進入「禁區」的「潛行者」為職業，禁區內佈滿似乎不來自這個世界的廢棄遺跡，一般的現實法則與定律也不適用於此。在這禁區之中存在一個房間，據說進入此房間者的願望都能被實現。政府機關的封鎖和圍繞它的危險使得禁區與其周圍區域被掩蓋在神秘性質之中。
電影始於潛行者家中，他不顧妻子的勸阻，執意再度進入禁區。在一個酒吧裡他與職為作家和教授的兩位委託人見了面。接著他們跟隨了一輛火車突破了保護禁區的軍事封鎖，並行駛鐵路工程車進入了禁區的核心。潛行者向兩人告知禁區潛藏他們無法預見的危險，因此必須完全聽從他的指令，通往他們目標的方向不能由視覺或聽覺所覺察，且以直線前進往往是非常危險的，因此道路只能由潛行者來指引，在路途上他投擲綁有一段長條布料的螺帽來探測可能的陷阱。相對於教授的聽從，作家對禁區危險的真實性抱持著較懷疑的心態。
他向兩人提起一位名為「豪豬」的前潛行者，「豪豬」的一個兄弟在他的帶領下死於禁區之中，之後成功進入房間的他獲得的卻是大筆的金錢，不久後他便自殺離世。三人討論了他們想進入房間的不同理由，作家表達了對失去靈感的恐懼，教授承認除科學上的好奇之外，他也期望透過研究禁區所獲得某些東西，潛行者則堅稱幫助他人實現迫切的願望是他進入禁區的唯一動機。
在穿越幾個隧道之後，他們終於到達一棟破敗的工業建築，屋中突然傳來一支電話的聲響，訝異的教授用了這支電話與一位同事通話。直到接近目標的房間時，教授才吐露了他參與這次旅程的真正目的，為避免這房間被行惡者所用，他攜帶炸藥決心摧毀它。三人就在房間前陷入了讓他們力盡的言語與肢體的僵持。
此時作家了解到促使豪豬自殺的正是這房間所帶給他的罪惡感，房間所實現的是他潛藏在意識之下的深層慾望，也就是獲得金錢而並非讓他的親人從死亡中復活。三人在衝突中坦誠說出了許多真實想法，教授也放棄了原先炸毀這裡的決定。
場景回到三人最初碰面的酒吧，妻女將潛行者帶離，留下教授與作家兩人。回到家中的潛行者產生了他對於房間所帶給人幸福的能力與身為一位潛行者的意義的懷疑，他入睡以後，妻子面對鏡頭獨自陳述了她對兩人關係的省視，在一首詩的吟誦之中，他們的女兒獨自坐在餐廳裡，似乎以某種超自然的手法移動了桌上的三個杯子，一輛火車經過並搖動潛行者一家的住所。

## 製作

### 寫作
在讀完原著小說《路邊野餐》之後，塔可夫斯基原先將它推薦給好友導演米哈伊爾·卡拉托佐夫，認為他應該有興趣將它拍攝成電影。卡拉托佐夫在無法取得小說版權後放棄了拍攝計畫。隨即塔可夫斯基自行投入了改編小說與擴展其中概念的工作，他希望能據此拍出符合亞里斯多德三一律的電影，在情節、時間、地點上各自達成一致。
塔可夫斯基視「禁區」的概念為一種戲劇創作的工具，用以描繪三位主角的特質，特別是對在發現自己不能實現造福他人的理想後的潛行者所造成的心理傷害。「這也是《潛行者》要談論的其中一點，他經歷多次撼動其信念的絕望，那些失去希望和幻想的人卻總是使他喚起一種新的使命感。」電影的走向和小說分道而行，塔可夫斯基在一次訪談中宣稱兩部作品中除了「潛行者」和「禁區」兩個詞以外毫無共通點。
但小說與電影之間仍然保有幾個相似之處，兩者中禁區都由軍事或警察守護，且有權向人使用槍械，潛行者都使用綁帶的螺帽來測試道路的危險性，查看重力是否正常運作。主角潛行者都有一個名刺蝟／豪豬的老師。兩部作品裡都沒有女性進入禁區。小說中描述多次進入禁區會提高導致其後代異常的可能性，潛行者的女兒在小說裡全身佈滿細毛髮，電影中她則具有身體上的殘缺。兩裡進入禁區的探索在兩者中都是為了尋找實現人願望的裝置。
在原著小說裡，禁區所在被描述為外星人駐足地球之地，其書名《路邊野餐》來自書中一位角色對這個造訪的比喻。電影末尾潛行者妻子的獨白在電影與小說中全不相同。由《潛行者》較早的劇本改編而出版的小說與完成的電影有極大的差異。

### 製作
電影藝術指導拉希特·薩菲林在一次訪談中提及，塔可夫斯基花了一年時間拍攝一個版本的《潛行者》部分外景，當團隊回到莫斯科後卻發現所有拍攝的膠片都因不當地顯影而不能再用，蘇聯片廠並不非常熟習當時所使用的新Kodak 5247膠片，即使在發現膠片問題前，塔可夫斯基和《潛行者》的第一任攝影師喬治·雷伯格之間的關係已逐漸惡化，在看到損壞的膠片後他開除了雷伯格，此時《潛行者》的所有外景已經拍攝完畢，但塔可夫斯基在發現問題後只能拋棄這些材料，薩菲林指出這甚至使塔可夫斯基絕望地考慮過放棄繼續本片的拍攝工作。
在失去電影膠片之後，蘇聯的電影機構想要中斷本片的拍攝，但塔可夫斯基想出一個解決辦法，他要求拍攝由兩個部分組成的電影，已獲得較長的截止日期與更多資金，他最終與新攝影師亞歷山大·克尼亞任斯基幾乎重新拍攝了所有的鏡頭，根據薩菲林所言，這個完成版的《潛行者》與他原先所拍攝的版本毫不相同。除了少數例外的鏡頭，片中禁區之外的世界多使用棕色／烏賊色調色，禁區內則使用彩色。
本片的主要部分，即在禁區中的旅程，是在鄰近愛沙尼亞塔琳耶加拉河的兩個廢棄水力發電廠中，幾天之內拍攝完成的。進入禁區以前的場景則是位於塔琳中心的舊化學工廠，在舊儲鹽廠與發電廠旁，如今這裡成為文化場所，2008年起掛上了本片的紀念牌。禁區內的某些鏡頭是在馬爾杜一個發電廠旁所拍攝，禁區的入口出則攝於拉斯纳迈埃區，其他鏡頭則在皮里塔河上、塔琳與納瓦之間的大橋附近拍攝。
紀錄片Rerberg and Tarkovsky: The Reverse Side of "Stalker" by Igor Mayboroda中呈現了雷伯格與塔可夫斯基之間關係的另一種詮釋，雷伯格認為塔可夫斯基並沒有準備好這個劇本，而希望塔可夫斯基修改劇本以追求更好的結果，塔可夫斯基忽視這個建議並繼續拍攝。數次爭執後，塔可夫斯基遣回了雷伯格。塔可夫斯基最終拍了三次《潛行者》，使用超過五千公尺的膠片。而看過由雷伯格指導攝影的最初版本與最終戲院撥放的完成版本的人都聲稱兩者幾乎完全相同。塔可夫斯基也開除了雷伯格之外的其他組員並將他們從貢獻名單中剃除。
有些組員將包括塔可夫斯基在內，參與本片拍攝的許多人的死因歸咎於在處於有毒的環境中拍攝過長的時間，配音師Vladimir Sharun如此回憶：「我們在靠近塔林耶加拉河附近一個半運作的水力發電廠拍攝，一座化學工廠從河流上游頃下毒性的液體，《潛行者》中甚至有一幕夏日裡飄雪與河中扶著白色泡沫的場景，事實上是恐怖的毒物，許多女性組員臉上都起了過敏反應，塔可夫斯基死於肺癌，Tolya Solonitsyn也是，拉麗莎·塔可夫斯卡雅在巴黎死於同種病因時，這與潛行者的拍攝地點之間的關係就越顯清楚了。」

### 風格
與塔可夫斯基其他部片相同，《潛行者》多用長鏡頭和緩慢細微的攝影機移動，而迴避快速的剪輯方式，整部片在163分鐘裡用了142個鏡頭，平均每個鏡頭都超過一分鐘，許多長達四分鐘以上，幾乎所有禁區之外的場景都以深棕色調色法或類似的高反差棕色單色調來拍攝。